# Liste des poissons d'Andorre
Cet article répértorie les espèces de poissons présentes en Andorre (liste incomplète), classées par ordre alphabétique selon leur nom scientifique.

## A
- Alburnus alburnus[1]
- Aspius aspius[1]

## B
- Barbus barbus[1]
- Blicca bjoerkna[1]

## C
- Carassius carassius[1]

## G
- Gobio gobio[1]